# 이대행
이대행(李坮行, 1966년 1월 10일 ~ )은 대한민국의 제6·7대 광주광역시 서구의원이었다.

## 학력
- 광주서석국민학교 졸업
- 조선대학교 부속중학교 졸업
- 광주인성고등학교 졸업
- 조선대학교 학사 졸업

## 경력
- 조선대학교 학원민주화투쟁위원회 위원장
- 전국민주노동조합총연맹 광주·전남본부 기획총무국장
- 고용실업대책 광주범시민운동본부 사무국장
- 민주노동당 광주광역시당 사무처장
- 민주노동당 광주광역시당 서구 위원회 위원장
- 통합진보당 광주광역시 서구 지역위원회 위원장
- 내방마루 작은도서관 운영위원
- 2010.07 ~ 2014.06 제6대 광주광역시 서구의회 의원
- 2010.07 ~ 2012.07 제6대 광주광역시 서구의회 전반기 의회운영위원회 위원
- 2010.07 ~ 2012.07 제6대 광주광역시 서구의회 전반기 사회도시위원회 위원
- 2012.07 ~ 2014.06 제6대 광주광역시 서구의회 후반기 기획총무위원회 위원
- 2012.07 ~ 2014.06 제6대 광주광역시 서구의회 후반기 예산결산특별위원회 위원
- 2014.07 ~ 2018.06 제7대 광주광역시 서구의회 의원
- 2014.07 ~ 2016.07 제7대 광주광역시 서구의회 전반기 의회운영위원회 위원
- 2014.07 ~ 2016.07 제7대 광주광역시 서구의회 전반기 기획총무위원회 위원
- 2014.07 ~ 2016.07 제7대 광주광역시 서구의회 전반기 예산결산특별위원회 위원
- 2016.07 ~ 2018.06 제7대 광주광역시 서구의회 후반기 사회도시위원회 위원장
- 2016.07 ~ 2018.06 제7대 광주광역시 서구의회 후반기 예산결산특별위원회 위원

## 역대 선거 결과
|  | 23.02% |

|  | 14.43% |

|  | 8.84% |

## 참고 자료
- 공식 블로그